# Salo (gastronomia)
Il salo (in russo сало) è un alimento tradizionale ucraino molto simile al lardo italiano.

## Origini
Le origini del salo vengono fatte risalire a molti secoli fa, ed è oggi considerato uno degli alimenti principali della gastronomia ucraina. Viene consumato anche in Russia.